# KAA Gent in het seizoen 2003/04
Dit artikel beschrijft de prestaties van de Belgische voetbalclub KAA Gent in het seizoen 2003/04.

## Gebeurtenissen

### Zomermercato
Het seizoen 2003/04 was het tweede seizoen van KAA Gent met Jan Olde Riekerink als hoofdcoach.
Verscheidene belangrijke spelers verlieten de club tijdens de zomertransferperiode. Publiekslieveling Alexandros Kaklamanos vertrok naar Standard. Geri Çipi werd verkocht aan Eintracht Frankfurt. Gunther Schepens vertrok naar de Oostenrijkse eersteklasser SW Bregenz. Gunther Van Handenhoven vertrok naar La Louvière en Wim De Decker werd verhuurd aan Germinal Beerschot. Een mogelijke transfer van doelman Frédéric Herpoel naar het Turkse Trabzonspor ging uiteindelijk niet door.
Aan inkomende zijde waren de meest in het oog springende transfers die van verdediger Tjörven De Brul van Club Brugge, middenvelders Ivica Jaraković van RSC Anderlecht en Davy Theunis van KSK Beveren, en aanvallers Zézéto van KSK Beveren en Miljan Mrdaković van het Servische OFK Beograd.

### Eerste competitiehelft
Na een matige seizoensstart stond Gent eind september op de vijfde plaats met twaalf punten uit zeven wedstrijden. Hoofdcoach Olde Riekerink kreeg heel wat kritiek van de supporters op het vertoonde spel. Er kwam echter niet meteen verbetering. In oktober konden de Buffalo's vier wedstrijden lang niet scoren en haalden slechts drie punten op twaalf, waardoor ze wegzakten naar de negende plaats. Op 3 november werd Olde Riekerink ontslagen. Assistent-coach Herman Vermeulen werd hoofdcoach ad interim voor de rest van het seizoen. Charly Musonda, tot dan toe trainer van de B-kern, werd assistent van Vermeulen.
Ook na de trainerswissel bleven de resultaten wisselvallig. De laatste wedstrijd voor de winterstop liepen de Buffalo's hun tweede thuisnederlaag van het seizoen op. De heenronde werd daarmee afgesloten op de negende plaats in de rangschikking. Enkele dagen eerder waren ze ook al uitgeschakeld in de beker door een 2-0 nederlaag in de 1/8e finale op het terrein van Club Brugge.

### Wintermercato
Tijdens de wintermercato keerde spits Sandy Martens na een aantal seizoenen bij Club Brugge terug naar Gent. Een andere spits, Jurgen Cavens, werd op huurbasis aangetrokken van Standard. De Belgisch-Marokkaanse verdediger Mustapha Oussalah kwam eveneens op huurbasis over van Standard.
Gaby Mudingayi werd verkocht aan de Italiaanse tweedeklasser Torino FC. Middenvelder Nasredine Kraouche werd in januari ontslagen omdat hij volgens de club onwettig afwezig was geweest na de winterstop. Volgens Kraouche zelf had hij toestemming van coach Vermeulen om met de Algerijnse nationale ploeg te trainen.

### Tweede competitiehelft
De eerste wedstrijd na de winterstop werd nipt gewonnen van KSK Beveren. Daarna moesten de supporters twee maanden wachten op de volgende overwinning. De Buffalo's zakten daardoor geleidelijk verder weg in de rangschikking. Na de tweede zege van 2004, een 0-1 op het terrein van RAEC Mons op 20 maart, volgde opnieuw een lange reeks wedstrijden zonder overwinning.
De allerlaatste wedstrijd van het seizoen kon Gent eindelijk nog eens de drie punten binnenhalen, het werd 0-2 op Sint-Truiden. Daardoor maakten de Buffalo's in extremis nog een sprong vooruit in de rangschikking, zodat het seizoen op de negende plaats, nog net in de linkerkolom, werd beëindigd. Gent kon daardoor het volgende seizoen aantreden in de Intertoto.

## Spelerskern
| Nr.           | Naam                  | Nationaliteit                             | Geboortedatum | Competitie | Competitie | Beker | Beker | Andere | Andere | Europees | Europees | Totaal | Totaal | Bij de club sinds | Vorige club                      | Positie |
| Nr.           | Naam                  | Nationaliteit                             | Geboortedatum | W          |            | W     |       | W      |        | W        |          | W      |        | Bij de club sinds | Vorige club                      | Positie |
| ------------- | --------------------- | ----------------------------------------- | ------------- | ---------- | ---------- | ----- | ----- | ------ | ------ | -------- | -------- | ------ | ------ | ----------------- | -------------------------------- | ------- |
| Keepers       |                       |                                           |               |            |            |       |       |        |        |          |          |        |        |                   |                                  |         |
| 1             | Olivier Van Impe      | Vlag van België                           | 03-12-1983    | 0          | 0          | 0     | 0     | 0      | 0      | 0        | 0        | 0      | 0      | 2000              | Eigen jeugd                      | DM      |
| 23            | Frédéric Herpoel      | Vlag van België                           | 16-08-1974    | 34         | 0          | 2     | 0     | 0      | 0      | 0        | 0        | 36     | 0      | 1997              | RSC Anderlecht                   | DM      |
| ?             | Dennis Duinslaeger(3) | Vlag van België                           | 16-06-1982    | 0          | 0          | 0     | 0     | 0      | 0      | 0        | 0        | 0      | 0      | 2004              | Excelsior Moeskroen              | DM      |
| Verdedigers   |                       |                                           |               |            |            |       |       |        |        |          |          |        |        |                   |                                  |         |
| 2             | Jacky Peeters         | Vlag van België                           | 13-12-1969    | 25         | 0          | 2     | 0     | 0      | 0      | 0        | 0        | 27     | 0      | 2000              | Arminia Bielefeld                | RB, LIB |
| 3             | Jimmy Hempte          | Vlag van België                           | 24-03-1982    | 13         | 0          | 1     | 0     | 0      | 0      | 0        | 0        | 14     | 0      | 2002              | Excelsior Moeskroen              | LB      |
| 4             | Tjörven De Brul       | Vlag van België                           | 22-06-1973    | 18         | 5          | 2     | 0     | 0      | 0      | 0        | 0        | 20     | 5      | 2003              | Club Brugge                      | LIB, CV |
| 5             | Hamad Ndikumana       | Vlag van Rwanda                           | 05-10-1978    | 24         | 2          | 1     | 0     | 0      | 0      | 0        | 0        | 25     | 2      | 2003              | KV Mechelen                      | RB      |
| 12            | David Van Hoyweghen   | Vlag van België                           | 20-03-1976    | 32         | 1          | 2     | 0     | 0      | 0      | 0        | 0        | 34     | 1      | 2002              | Eendracht Aalst                  | CV      |
| 14            | Petros Konnafis(3)    | Vlag van Cyprus                           | 28-08-1979    | 6          | 0          | 0     | 0     | 0      | 0      | 0        | 0        | 6      | 0      | 2004              | Anorthosis Famagusta             | CV      |
| 15            | Ibrahima Fayé         | Vlag van Senegal                          | 22-10-1979    | 25         | 0          | 1     | 0     | 0      | 0      | 0        | 0        | 26     | 0      | 2001              | Red Star FC                      | CV      |
| 21            | Bart Goossens         | Vlag van België                           | 05-01-1985    | 10         | 0          | 0     | 0     | 0      | 0      | 0        | 0        | 10     | 0      | 2003              | Eigen jeugd                      | RB      |
| 24            | Mustapha Oussalah     | Vlag van België · Vlag van Marokko        | 19-02-1982    | 13         | 1          | 0     | 0     | 0      | 0      | 0        | 0        | 13     | 1      | 2004              | Standard Luik                    | LB      |
| 25            | Dieter Dever          | Vlag van België                           | 12-01-1980    | 5          | 0          | 1     | 0     | 0      | 0      | 0        | 0        | 6      | 0      | 2003              | KV Mechelen                      | CV      |
| Middenvelders |                       |                                           |               |            |            |       |       |        |        |          |          |        |        |                   |                                  |         |
| 6             | Davy Theunis          | Vlag van België                           | 28-01-1980    | 29         | 0          | 2     | 0     | 0      | 0      | 0        | 0        | 31     | 0      | 2003              | KSK Beveren                      | RM      |
| 8             | Nasredine Kraouche(2) | Vlag van Frankrijk · Vlag van Algerije    | 27-08-1979    | 9          | 0          | 0     | 0     | 0      | 0      | 0        | 0        | 9      | 0      | 2000              | FC Metz                          | CAM     |
| 10            | Steven Ribus          | Vlag van België                           | 22-07-1978    | 21         | 6          | 2     | 0     | 0      | 0      | 0        | 0        | 23     | 6      | 2002              | KV Mechelen                      | LM      |
| 13            | Madjid Adjaoud        | Vlag van Frankrijk · Vlag van Algerije    | 23-08-1971    | 18         | 0          | 1     | 0     | 0      | 0      | 0        | 0        | 19     | 0      | 2003              | CS Sedan                         | CM      |
| 14            | Gaby Mudingayi(2)     | Vlag van België · Vlag van Congo-Kinshasa | 01-10-1981    | 16         | 0          | 2     | 1     | 0      | 0      | 0        | 0        | 18     | 1      | 2000              | Union Sint-Gillis                | CM, CVM |
| 18            | Matthieu Verschuere   | Vlag van Frankrijk                        | 08-02-1972    | 27         | 0          | 2     | 0     | 0      | 0      | 0        | 0        | 29     | 0      | 2001              | CS Sedan                         | CVM     |
| 19            | Ivica Jaraković       | Vlag van Servië                           | 11-06-1978    | 14         | 5          | 0     | 0     | 0      | 0      | 0        | 0        | 14     | 5      | 2003              | RSC Anderlecht                   |         |
| 24            | Emmerik De Vriese     | Vlag van België                           | 14-02-1985    | 0          | 0          | 0     | 0     | 0      | 0      | 0        | 0        | 0      | 0      | 2003              | Eigen jeugd                      | LM      |
| 26            | Segun Atere           | Vlag van Nigeria                          | 02-11-1985    | 2          | 0          | 0     | 0     | 0      | 0      | 0        | 0        | 2      | 0      | 2003              | Shooting Stars FC                |         |
| 30            | John Machethe         | Vlag van Kenia                            | 10-10-1979    | 21         | 1          | 1     | 0     | 0      | 0      | 0        | 0        | 22     | 1      | 2001              | KRC Gent-Zeehaven (uitleenbasis) | CM, LV  |
| ?             | Brecht Verbrugghe(2)  | Vlag van België                           | 29-04-1982    | 0          | 0          | 0     | 0     | 0      | 0      | 0        | 0        | 0      | 0      | 1999              | KSV Roeselare                    | CVM     |
| 17            | Robert Mambo Mumba    | Vlag van Kenia                            | 25-10-1978    | 5          | 0          | 0     | 0     | 0      | 0      | 0        | 0        | 5      | 0      | 2003              | Coast Stars                      | CM      |
| Aanvallers    |                       |                                           |               |            |            |       |       |        |        |          |          |        |        |                   |                                  |         |
| 9             | Zézéto                | Vlag van Ivoorkust                        | 17-06-1981    | 29         | 4          | 2     | 0     | 0      | 0      | 0        | 0        | 31     | 4      | 2003              | KSK Beveren                      |         |
| 11            | Miljan Mrdaković      | Vlag van Servië                           | 06-05-1982    | 22         | 4          | 2     | 1     | 0      | 0      | 0        | 0        | 24     | 5      | 2003              | OFK Beograd                      | SP      |
| 16            | Patrick Dimbala       | Vlag van Congo-Kinshasa · Vlag van België | 20-09-1982    | 12         | 2          | 1     | 0     | 0      | 0      | 0        | 0        | 13     | 2      | 2002              | Eendracht Aalst                  | SP      |
| 16            | Sandy Martens(3)      | Vlag van België                           | 23-12-1972    | 11         | 0          | 0     | 0     | 0      | 0      | 0        | 0        | 11     | 0      | 2004              | Club Brugge                      | SP      |
| 20            | Rabiu Baita(3)        | Vlag van Nigeria                          | 28-08-1984    | 0          | 0          | 0     | 0     | 0      | 0      | 0        | 0        | 0      | 0      | 2003              | Paris Saint-Germain              |         |
| 22            | Jurgen Cavens(3)      | Vlag van België                           | 19-08-1978    | 12         | 1          | 0     | 0     | 0      | 0      | 0        | 0        | 12     | 1      | 2004              | Standard Luik                    | SP      |
| 26            | Anthony Timo(2)       | Vlag van België                           | 14-01-1985    | 0          | 0          | 0     | 0     | 0      | 0      | 0        | 0        | 0      | 0      | 2003              | Eigen jeugd                      | SP      |
| 28            | Jonathan Constancia   | Vlag van Curaçao · Vlag van Nederland     | 20-03-1986    | 5          | 0          | 0     | 0     | 0      | 0      | 0        | 0        | 5      | 0      | 2003              | Eigen jeugd                      | SP      |
| ?             | Ersin Mehmedović(2)   | Vlag van Servië                           | 10-05-1981    | 0          | 0          | 0     | 0     | 0      | 0      | 0        | 0        | 0      | 0      | 2002              | FK Remont Čačak                  | SP      |

DM: Doelman, RB: Rechtsback, CV: Centrale verdediger, LB: Linksback, CVM: Verdedigende middenvelder, CM: Centrale middenvelder, RM: Rechtsmidden, LM: Linksmidden, CAM: Aanvallende middenvelder, RV: Rechter vleugelspits, LV: Linker vleugelspits, CA: Hangende spits, SP: Diepste spits, : Aanvoerder

(1): werd verkocht tijdens de zomertransferperiode (zie verder) maar speelde in het begin van het seizoen nog enkele wedstrijden voor KAA Gent

(2): enkel eerste seizoenshelft bij KAA Gent; zie wintertransfers uitgaand

(3): enkel tweede seizoenshelft bij KAA Gent; zie wintertransfers inkomend

## Technische staf
| Functie           | Naam                 | Nationaliteit | Opmerking             |
| ----------------- | -------------------- | ------------- | --------------------- |
| Hoofdtrainer      | Herman Vermeulen     | België        | vanaf 3 november 2003 |
| Hoofdtrainer      | Jan Olde Riekerink   | Nederland     | tot 3 november 2003   |
| Assistent-trainer | Charly Musonda       | Zambia        | vanaf 3 november 2003 |
| Assistent-trainer | Herman Vermeulen     | België        | tot 3 november 2003   |
| Keepertrainer     | Philippe Vande Walle | België        |                       |

## Uitrustingen
Shirtsponsor(s): VDK bank (borst), Crawford & Company (rug)

Sportmerk: Umbro
| Thuis | Uit | Doelman | Doelman | Doelman |

## Transfers

### ingaand
| Naam                | Land                               | Positie | Van                  | Type             |       |
| zomer               | zomer                              | zomer   | zomer                | zomer            | zomer |
| ------------------- | ---------------------------------- | ------- | -------------------- | ---------------- | ----- |
| Segun Atere         | Vlag van Nigeria                   | M       | Shooting Stars FC    | Transfervrij     |       |
| Jonathan Constancia | Vlag van België                    | A       | Eigen jeugd          | Overdracht jeugd |       |
| Tjörven De Brul     | Vlag van België                    | V       | Club Brugge          | Transfervrij     |       |
| Emmerik De Vriese   | Vlag van België                    | M       | Eigen jeugd          | Overdracht jeugd |       |
| Bart Goossens       | Vlag van België                    | V       | Eigen jeugd          | Overdracht jeugd |       |
| Ivica Jaraković     | Vlag van Servië                    | M       | RSC Anderlecht       |                  |       |
| Miljan Mrdaković    | Vlag van Servië                    | A       | OFK Beograd          | Transfervrij     |       |
| Robert Mambo Mumba  | Vlag van Kenia                     | M       | Coast Stars          | Transfervrij     |       |
| Mustapha N'Daw      | Vlag van Gambia                    | A       | B71 Sandur           | Transfervrij     |       |
| Davy Theunis        | Vlag van België                    | M       | KSK Beveren          | Transfervrij     |       |
| Anthony Timo        | Vlag van België                    | A       | Eigen jeugd          | Overdracht jeugd |       |
| Zézéto              | Vlag van Ivoorkust                 | A       | KSK Beveren          |                  |       |
| winter              |                                    |         |                      |                  |       |
| Rabiu Baita         | Vlag van Nigeria                   | A       | Paris Saint-Germain  | Huur             |       |
| Jurgen Cavens       | Vlag van België                    | A       | Standard Luik        | Huur             |       |
| Dennis Duinslaeger  | Vlag van België                    | DM      | Excelsior Moeskroen  | Huur             |       |
| Petros Konnafis     | Vlag van Cyprus                    | V       | Anorthosis Famagusta | Transfervrij     |       |
| Sandy Martens       | Vlag van België                    | A       | Club Brugge          | Transfervrij     |       |
| Mustapha Oussalah   | Vlag van België · Vlag van Marokko | V       | Standard Luik        | Huur             |       |
| Tim Hélin           | Vlag van België                    | DM      | ?                    |                  |       |

### Uitgaand
| Naam                    | Land                                      | Positie | Naar                | Type         |       |
| zomer                   | zomer                                     | zomer   | zomer               | zomer        | zomer |
| ----------------------- | ----------------------------------------- | ------- | ------------------- | ------------ | ----- |
| Dries Bernaert          | Vlag van België                           | M       | SV Zulte-Waregem    |              |       |
| Geri Çipi               | Vlag van Albanië                          | V       | Eintracht Frankfurt | Verkoop      |       |
| Wim De Decker           | Vlag van België                           | M       | Germinal Beerschot  | Verhuur      |       |
| Ahmed Salah Hosny       | Vlag van Egypte                           | A       | Al-Ahly             | Transfervrij |       |
| Alexandros Kaklamanos   | Vlag van Griekenland                      | A       | Standard Luik       | Transfervrij |       |
| Mladen Krizanovic       | Vlag van Kroatië                          | V       | HNK Cibalia         |              |       |
| Gunther Schepens        | Vlag van België                           | M       | SW Bregenz          | Transfervrij |       |
| Gunther Van Handenhoven | Vlag van België                           | A       | La Louvière         | Transfervrij |       |
| Spencer Verbiest        | Vlag van België                           | M       | sc Heerenveen       | Transfervrij |       |
| winter                  |                                           |         |                     |              |       |
| Jairo Campos            | Vlag van Ecuador                          | V       | SD Aucas            |              |       |
| Nasredine Kraouche      | Vlag van Frankrijk · Vlag van Algerije    | M       | -                   | Ontslag      |       |
| Ersin Mehmedović        | Vlag van Servië                           | V       | KV Mechelen         | Verhuur      |       |
| Gaby Mudingayi          | Vlag van België · Vlag van Congo-Kinshasa | M       | Torino FC           | Verkoop      |       |
| Anthony Timo            | Vlag van België                           | A       | KSK Ronse           | Verhuur      |       |
| Brecht Verbrugghe       | Vlag van België                           | M       | SV Zulte Waregem    | Transfervrij |       |

## Oefenwedstrijden
| Oefenwedstrijden |                          |         |                  |
| Datum            | Thuisploeg               | Uitslag | Uitploeg         |
| 02/07/2003       | K. Stormvogels Koekelare | 1-4     | KAA Gent         |
| 09/07/2003       | KSVI Zuid-West           | 0-1     | KAA Gent         |
| 13/07/2003       | VC Eendracht Aalst 2002  | 0-2     | KAA Gent         |
| 15/07/2003       | KMSK Deinze              | 2-4     | KAA Gent         |
| 18/07/2003       | KAA Gent                 | 2-2     | Gençlerbirligi   |
| 21/07/2003       | FC Denderleeuw           | 0-3     | KAA Gent         |
| 24/07/2003       | Valenciennes FC          | 2-1     | KAA Gent         |
| 26/07/2003       | Hildesheim               | 2-3     | KAA Gent         |
| 27/07/2003       | Amica Wronki             | 0-0     | KAA Gent         |
| 30/07/2003       | Amica Wronki             | 2-2     | KAA Gent         |
| 02/08/2003       | AZ Alkmaar               | 3-1     | KAA Gent         |
| 05/09/2003       | Willem II                | 4-3     | KAA Gent         |
| 11/10/2003       | RW Oberhausen            | 3-2     | KAA Gent         |
| 18/11/2003       | FC Denderleeuw           | 3-5     | KAA Gent         |
| 07/01/2004       | FC Istres Ville Nouvelle | 1-1     | KAA Gent         |
| 11/02/2004       | KAA Gent                 | 0-1     | Lokomotiv Moskou |
| 05/04/2004       | KAA Gent                 | 1-0     | KV Kortrijk      |

## Jupiler Pro League

### Wedstrijden
| Jupiler Pro League                                            |                                       |                         |                                                    | |                                                  |
| Wedstrijddetails                                              | Thuisploeg                            | Uitslag                 | Uitploeg                                           | Opstelling | Kaarten                                          |
| Heenronde                                                     |                                       |                         |                                                    | |                                                  |
| 10 augustus 2003 15:00 Freethielstadion Beveren               | KSK Beveren                           | 2-4                     | KAA Gent                                           | Herpoel Ndikumana (66' Jaraković), De Brul, Van Hoyweghen Theunis, Mudingayi, Verschuère (24' Hempte), Machethe, Ribus Dimbala, Zézéto               |                                                  |
| 10 augustus 2003 15:00 Freethielstadion Beveren               | Kipre 20' Kipre 44'                   | 0-1 1-1 2-1 2-2 2-3 2-4 | 7' Dimbala 45' Dimbala 71' Zézéto 74' (pen.) Ribus | Herpoel Ndikumana (66' Jaraković), De Brul, Van Hoyweghen Theunis, Mudingayi, Verschuère (24' Hempte), Machethe, Ribus Dimbala, Zézéto               |                                                  |
| 16 augustus 2003 18:00 Jules Ottenstadion Gent                | KAA Gent                              | 1-3                     | RSC Anderlecht                                     | Herpoel Ndikumana, Peeters, De Brul, Van Hoyweghen Theunis, Mudingayi, Machethe (70' Kraouche), Ribus Dimbala (70' Mrdaković), Zézéto                | 48' Theunis 62' Ndikumana 82' Kraouche 89' Ribus |
| 16 augustus 2003 18:00 Jules Ottenstadion Gent                | Ribus 30'                             | 0-1 1-1 1-2 1-3         | 4' Wilhelmsson 55' Baseggio 89' Dindane            | Herpoel Ndikumana, Peeters, De Brul, Van Hoyweghen Theunis, Mudingayi, Machethe (70' Kraouche), Ribus Dimbala (70' Mrdaković), Zézéto                | 48' Theunis 62' Ndikumana 82' Kraouche 89' Ribus |
| 23 augustus 2003 20:00 't Kuipje Westerlo                     | KVC Westerlo                          | 2-2                     | KAA Gent                                           | Herpoel Ndikumana, Peeters, De Brul, Van Hoyweghen Theunis, Adjaoud, Kraouche (89' Machethe), Ribus Mrdaković (58' Dimbala), Zézéto (84' Mudingayi)  |                                                  |
| 23 augustus 2003 20:00 't Kuipje Westerlo                     | Janssens 43' Brogno 58'               | 0-1 1-1 2-1 2-2         | 40' De Brul 67' De Brul                            | Herpoel Ndikumana, Peeters, De Brul, Van Hoyweghen Theunis, Adjaoud, Kraouche (89' Machethe), Ribus Mrdaković (58' Dimbala), Zézéto (84' Mudingayi)  |                                                  |
| 31 augustus 2003 15:00 Jules Ottenstadion Gent                | KAA Gent                              | 2-0                     | Heusden-Zolder                                     | Herpoel Ndikumana, Peeters (46' Machethe), De Brul, Van Hoyweghen Theunis, Kraouche, Verschuère (70' Adjaoud), Ribus Mrdaković (78' Dimbala), Zézéto | 81' Ribus                                        |
| 31 augustus 2003 15:00 Jules Ottenstadion Gent                | Ribus 4' (pen.) Ribus 89'             | 1-0 2-0                 |                                                    | Herpoel Ndikumana, Peeters (46' Machethe), De Brul, Van Hoyweghen Theunis, Kraouche, Verschuère (70' Adjaoud), Ribus Mrdaković (78' Dimbala), Zézéto | 81' Ribus                                        |
| 13 september 2003 20:00 Jan Breydelstadion Brugge             | Club Brugge                           | 1-1                     | KAA Gent                                           | Herpoel Ndikumana, Peeters, De Brul, Fayé, Van Hoyweghen (84' Mrdaković) Theunis, Kraouche, Adjaoud (64' Machethe), Ribus Dimbala (64' Zézéto)       | 8' Theunis 73' Peeters 88' Zézéto                |
| 13 september 2003 20:00 Jan Breydelstadion Brugge             | Clement 40'                           | 1-0 1-1                 | 87' Mrdaković                                      | Herpoel Ndikumana, Peeters, De Brul, Fayé, Van Hoyweghen (84' Mrdaković) Theunis, Kraouche, Adjaoud (64' Machethe), Ribus Dimbala (64' Zézéto)       | 8' Theunis 73' Peeters 88' Zézéto                |
| 20 september 2003 20:00 Jules Ottenstadion Gent               | KAA Gent                              | 1-1                     | Sporting Charleroi                                 | Herpoel Ndikumana, Fayé, De Brul, Van Hoyweghen Theunis (51' Machethe), Kraouche, Adjaoud (47' Mudingayi), Ribus Mrdaković (74' Dimbala), Zézéto     | 75' Van Hoyweghen                                |
| 20 september 2003 20:00 Jules Ottenstadion Gent               | De Brul 85'                           | 0-1 1-1                 | 58' Macquet                                        | Herpoel Ndikumana, Fayé, De Brul, Van Hoyweghen Theunis (51' Machethe), Kraouche, Adjaoud (47' Mudingayi), Ribus Mrdaković (74' Dimbala), Zézéto     | 75' Van Hoyweghen                                |
| 26 september 2003 20:30 Olympisch Stadion Antwerpen           | Germinal Beerschot                    | 0-2                     | KAA Gent                                           | Herpoel Ndikumana, Peeters (24' Theunis), De Brul, Fayé, Van Hoyweghen Mudingayi, Machethe, Kraouche (62' Adjaoud), Ribus Zézéto                     | 37' Van Hoyweghen 90' Fayé                       |
| 26 september 2003 20:30 Olympisch Stadion Antwerpen           |                                       | 0-1 0-2                 | 42' Machethe 54' (own) Van Dooren                  | Herpoel Ndikumana, Peeters (24' Theunis), De Brul, Fayé, Van Hoyweghen Mudingayi, Machethe, Kraouche (62' Adjaoud), Ribus Zézéto                     | 37' Van Hoyweghen 90' Fayé                       |
| 4 oktober 2003 20:00 Jules Ottenstadion Gent                  | KAA Gent                              | 0-0                     | Excelsior Moeskroen                                | Herpoel Ndikumana, De Brul, Fayé, Van Hoyweghen Theunis (81' Mrdaković), Mudingayi, Machethe, Mumba (46' Verschuère), Ribus Zézéto                   | 34' Ribus 36' Ndikumana 79' Fayé                 |
| 4 oktober 2003 20:00 Jules Ottenstadion Gent                  |                                       |                         |                                                    | Herpoel Ndikumana, De Brul, Fayé, Van Hoyweghen Theunis (81' Mrdaković), Mudingayi, Machethe, Mumba (46' Verschuère), Ribus Zézéto                   | 34' Ribus 36' Ndikumana 79' Fayé                 |
| 18 oktober 2003 20:00 Maurice Dufrasnestadion Luik            | Standard Luik                         | 2-0                     | KAA Gent                                           | Herpoel Ndikumana, Peeters, De Brul, Fayé, Van Hoyweghen Mudingayi, Adjaoud (60' Dimbala), Kraouche (80' Dever), Verschuère Zézéto (80' Mumba)       | 22' Kraouche 52' Ndikumana 70' Fayé 76' De Brul  |
| 18 oktober 2003 20:00 Maurice Dufrasnestadion Luik            | Mpenza 45' Ndikumana 54' (own)        | 1-0 2-0                 |                                                    | Herpoel Ndikumana, Peeters, De Brul, Fayé, Van Hoyweghen Mudingayi, Adjaoud (60' Dimbala), Kraouche (80' Dever), Verschuère Zézéto (80' Mumba)       | 22' Kraouche 52' Ndikumana 70' Fayé 76' De Brul  |
| 25 oktober 2003 20:00 Jules Ottenstadion Gent                 | KAA Gent                              | 0-0                     | RAEC Mons                                          | Herpoel Peeters (75' Mumba), De Brul, Dever (46' Theunis), Van Hoyweghen, Hempte Machethe, Mudingayi, Verschuère Zézéto (83' Mrdaković), Dimbala     | 41' Dimbala 65' Mudingayi                        |
| 25 oktober 2003 20:00 Jules Ottenstadion Gent                 |                                       |                         |                                                    | Herpoel Peeters (75' Mumba), De Brul, Dever (46' Theunis), Van Hoyweghen, Hempte Machethe, Mudingayi, Verschuère Zézéto (83' Mrdaković), Dimbala     | 41' Dimbala 65' Mudingayi                        |
| 31 oktober 2003 20:30 Herman Vanderpoortenstadion Lier        | Lierse SK                             | 0-0                     | KAA Gent                                           | Herpoel Ndikumana, De Brul, Fayé, Van Hoyweghen, Hempte Machethe (62' Theunis), Mudingayi, Verschuère Zézéto, Dimbala (63' Mrdaković)                | 25' Fayé                                         |
| 31 oktober 2003 20:30 Herman Vanderpoortenstadion Lier        |                                       |                         |                                                    | Herpoel Ndikumana, De Brul, Fayé, Van Hoyweghen, Hempte Machethe (62' Theunis), Mudingayi, Verschuère Zézéto, Dimbala (63' Mrdaković)                | 25' Fayé                                         |
| 7 november 2003 20:30 Jules Ottenstadion Gent                 | KAA Gent                              | 1-1                     | KRC Genk                                           | Herpoel Ndikumana, De Brul, Fayé, Van Hoyweghen Theunis, Machethe, Mudingayi, Verschuère Mrdaković (84' Dimbala), Zézéto (88' Mumba)                 | 76' Mudingayi 77' Theunis                        |
| 7 november 2003 20:30 Jules Ottenstadion Gent                 | Mrdaković 66'                         | 0-1 1-1                 | 25' (own) De Brul                                  | Herpoel Ndikumana, De Brul, Fayé, Van Hoyweghen Theunis, Machethe, Mudingayi, Verschuère Mrdaković (84' Dimbala), Zézéto (88' Mumba)                 | 76' Mudingayi 77' Theunis                        |
| 23 november 2003 15:00 Jan Breydelstadion Brugge              | Cercle Brugge                         | 1-0                     | KAA Gent                                           | Herpoel Ndikumana, De Brul, Fayé (65' Mumba), Van Hoyweghen Mudingayi, Adjaoud (46' Kraouche), Machethe, Verschuère Mrdaković, Dimbala (46' Zézéto)  | 61' De Brul 66' Kraouche 81' Machethe            |
| 23 november 2003 15:00 Jan Breydelstadion Brugge              | Vlahos 1'                             | 1-0                     |                                                    | Herpoel Ndikumana, De Brul, Fayé (65' Mumba), Van Hoyweghen Mudingayi, Adjaoud (46' Kraouche), Machethe, Verschuère Mrdaković, Dimbala (46' Zézéto)  | 61' De Brul 66' Kraouche 81' Machethe            |
| 29 november 2003 20:00 Jules Ottenstadion Gent                | KAA Gent                              | 3-0                     | La Louvière                                        | Herpoel Ndikumana, De Brul, Fayé, Van Hoyweghen Theunis (59' Hempte), Machethe, Mudingayi, Verschuère Mrdaković (88' Constancia), Zézéto (59' Ribus) |                                                  |
| 29 november 2003 20:00 Jules Ottenstadion Gent                | Mrdaković 50' Mrdaković 62' Ribus 81' | 1-0 2-0 3-0             |                                                    | Herpoel Ndikumana, De Brul, Fayé, Van Hoyweghen Theunis (59' Hempte), Machethe, Mudingayi, Verschuère Mrdaković (88' Constancia), Zézéto (59' Ribus) |                                                  |
| 6 december 2003 20:00 Bosuilstadion Antwerpen                 | Antwerp FC                            | 0-1                     | KAA Gent                                           | Herpoel Peeters, De Brul, Fayé, Van Hoyweghen, Hempte (79' Theunis) Mudingayi, Machethe (89' Constancia), Verschuère, Ribus (73' Zézéto) Mrdaković   |                                                  |
| 6 december 2003 20:00 Bosuilstadion Antwerpen                 |                                       | 0-1                     | 47' De Brul                                        | Herpoel Peeters, De Brul, Fayé, Van Hoyweghen, Hempte (79' Theunis) Mudingayi, Machethe (89' Constancia), Verschuère, Ribus (73' Zézéto) Mrdaković   |                                                  |
| 14 december 2003 15:00 Daknamstadion Lokeren                  | KSC Lokeren                           | 1-1                     | KAA Gent                                           | Herpoel Peeters, De Brul, Fayé, Van Hoyweghen, Hempte (46' Zézéto) Mudingayi, Machethe (46' Theunis), Verschuère, Ribus (83' Adjaoud) Mrdaković      | 24' Ribus 46' De Brul                            |
| 14 december 2003 15:00 Daknamstadion Lokeren                  | 79' De Beule                          | 0-1 1-1                 | 61' Ribus                                          | Herpoel Peeters, De Brul, Fayé, Van Hoyweghen, Hempte (46' Zézéto) Mudingayi, Machethe (46' Theunis), Verschuère, Ribus (83' Adjaoud) Mrdaković      | 24' Ribus 46' De Brul                            |
| 20 december 2003 20:00 Jules Ottenstadion Gent                | KAA Gent                              | 0-1                     | Sint-Truiden                                       | Herpoel Peeters, Ndikumana, Fayé (63' Zézéto), Van Hoyweghen, Hempte (46' Machethe) Mudingayi, Kraouche, Verschuère, Ribus Mrdaković                 | 88' Mudingayi                                    |
| 20 december 2003 20:00 Jules Ottenstadion Gent                |                                       | 0-1                     | 37' Mbonabucya                                     | Herpoel Peeters, Ndikumana, Fayé (63' Zézéto), Van Hoyweghen, Hempte (46' Machethe) Mudingayi, Kraouche, Verschuère, Ribus Mrdaković                 | 88' Mudingayi                                    |
| Terugronde                                                    |                                       |                         |                                                    | |                                                  |
| 17 januari 2004 20:00 Jules Ottenstadion Gent                 | KAA Gent                              | 2-1                     | KSK Beveren                                        | Herpoel Peeters, De Brul, Dever, Oussalah, Hempte Theunis, Verschuère Cavens, Mrdaković (70' Dimbala), Zézéto (89' Ribus)                            | 35' Theunis 72' Peeters                          |
| 17 januari 2004 20:00 Jules Ottenstadion Gent                 | De Brul 26' Zézéto 79'                | 1-0 1-1 2-1             | 32' (own) Dever                                    | Herpoel Peeters, De Brul, Dever, Oussalah, Hempte Theunis, Verschuère Cavens, Mrdaković (70' Dimbala), Zézéto (89' Ribus)                            | 35' Theunis 72' Peeters                          |
| 24 januari 2004 20:00 Constant Vanden Stockstadion Anderlecht | RSC Anderlecht                        | 2-0                     | KAA Gent                                           | Herpoel Peeters, De Brul (25' Dever), Oussalah, Van Hoyweghen Theunis, Mudingayi, Verschuère Cavens, Mrdaković (69' Ribus), Zézéto (75' Jaraković)   | 29' Cavens 72' Oussalah                          |
| 24 januari 2004 20:00 Constant Vanden Stockstadion Anderlecht | Seol 1' Mornar 72'                    | 1-0 2-0                 |                                                    | Herpoel Peeters, De Brul (25' Dever), Oussalah, Van Hoyweghen Theunis, Mudingayi, Verschuère Cavens, Mrdaković (69' Ribus), Zézéto (75' Jaraković)   | 29' Cavens 72' Oussalah                          |
| 31 januari 2004 20:00 Jules Ottenstadion Gent                 | KAA Gent                              | 0-2                     | KVC Westerlo                                       | Herpoel Peeters, Dever (68' Goossens), Oussalah (60' Jaraković), Van Hoyweghen, Hempte Theunis, Verschuère (79' Adjaoud) Cavens, Mrdaković, Zézéto   | 41' Verschuère                                   |
| 31 januari 2004 20:00 Jules Ottenstadion Gent                 |                                       | 0-1 0-2                 | 9' Dosunmu 55' Janssens                            | Herpoel Peeters, Dever (68' Goossens), Oussalah (60' Jaraković), Van Hoyweghen, Hempte Theunis, Verschuère (79' Adjaoud) Cavens, Mrdaković, Zézéto   | 41' Verschuère                                   |
| 7 februari 2004 20:00 Fenixstadion Genk                       | Heusden-Zolder                        | 1-1                     | KAA Gent                                           | Herpoel Peeters, Goossens, Van Hoyweghen, Hempte Theunis, Jaraković, Adjaoud, Verschuère Cavens (75' Constancia), Mrdaković (75' Zézéto)             | 85' Peeters                                      |
| 7 februari 2004 20:00 Fenixstadion Genk                       | Euvrard 63'                           | 0-1 1-1                 | 13' Jaraković                                      | Herpoel Peeters, Goossens, Van Hoyweghen, Hempte Theunis, Jaraković, Adjaoud, Verschuère Cavens (75' Constancia), Mrdaković (75' Zézéto)             | 85' Peeters                                      |
| 15 februari 2004 13:00 Jules Ottenstadion Gent                | KAA Gent                              | 0-1                     | Club Brugge                                        | Herpoel Ndikumana, Konnafis, Fayé, Oussalah (85' Hempte), Van Hoyweghen Theunis, Jaraković (85' Cavens), Verschuère Martens, Mrdaković (74' Adjaoud) | 5' Ndikumana 77' Oussalah 85' Fayé 87' Martens   |
| 15 februari 2004 13:00 Jules Ottenstadion Gent                |                                       | 0-1                     | 84' (pen.) Simons                                  | Herpoel Ndikumana, Konnafis, Fayé, Oussalah (85' Hempte), Van Hoyweghen Theunis, Jaraković (85' Cavens), Verschuère Martens, Mrdaković (74' Adjaoud) | 5' Ndikumana 77' Oussalah 85' Fayé 87' Martens   |
| 21 februari 2004 20:00 Stade du Pays de Charleroi Charleroi   | Sporting Charleroi                    | 2-0                     | KAA Gent                                           | Herpoel Peeters (67' Cavens), Konnafis, Fayé, Van Hoyweghen, Hempte Theunis, Jaraković, Verschuère Martens, Mrdaković                                |                                                  |
| 21 februari 2004 20:00 Stade du Pays de Charleroi Charleroi   | Ikpeba 13' Chabaud 42'                | 1-0 2-0                 |                                                    | Herpoel Peeters (67' Cavens), Konnafis, Fayé, Van Hoyweghen, Hempte Theunis, Jaraković, Verschuère Martens, Mrdaković                                |                                                  |
| 28 februari 2004 20:00 Jules Ottenstadion Gent                | KAA Gent                              | 1-1                     | Germinal Beerschot                                 | Herpoel Ndikumana, Peeters, Konnafis, Fayé, Oussalah, Van Hoyweghen Jaraković (58' Ribus), Verschuère (80' Theunis) Martens, Mrdaković (58' Cavens)  | 49' Peeters 87' Konnafis                         |
| 28 februari 2004 20:00 Jules Ottenstadion Gent                | Cavens 89'                            | 0-1 1-1                 | 65' Cooreman                                       | Herpoel Ndikumana, Peeters, Konnafis, Fayé, Oussalah, Van Hoyweghen Jaraković (58' Ribus), Verschuère (80' Theunis) Martens, Mrdaković (58' Cavens)  | 49' Peeters 87' Konnafis                         |
| 6 maart 2004 20:00 Le Canonnier Moeskroen                     | Excelsior Moeskroen                   | 2-1                     | KAA Gent                                           | Herpoel Ndikumana, Peeters, Konnafis (46' Goossens), Fayé, Oussalah (82' Ribus), Van Hoyweghen Theunis (11' Adjaoud), Jaraković, Verschuère Martens  | 84' Adjaoud                                      |
| 6 maart 2004 20:00 Le Canonnier Moeskroen                     | Mpenza 65' de Vleeschauwer 75'        | 1-0 1-1 2-1             | 68' Ndikumana                                      | Herpoel Ndikumana, Peeters, Konnafis (46' Goossens), Fayé, Oussalah (82' Ribus), Van Hoyweghen Theunis (11' Adjaoud), Jaraković, Verschuère Martens  | 84' Adjaoud                                      |
| 13 maart 2004 20:00 Jules Ottenstadion Gent                   | KAA Gent                              | 0-0                     | Standard Luik                                      | Herpoel Ndikumana, Peeters, Fayé, Van Hoyweghen Theunis, Adjaoud (46' Machethe), Jaraković (79' Mrdaković), Verschuère, Ribus Martens                | 21' Theunis                                      |
| 13 maart 2004 20:00 Jules Ottenstadion Gent                   |                                       |                         |                                                    | Herpoel Ndikumana, Peeters, Fayé, Van Hoyweghen Theunis, Adjaoud (46' Machethe), Jaraković (79' Mrdaković), Verschuère, Ribus Martens                | 21' Theunis                                      |
| 20 maart 2004 20:00 Stade Charles Tondreau Bergen             | RAEC Mons                             | 0-1                     | KAA Gent                                           | Herpoel Ndikumana, Peeters, Fayé, Oussalah, Van Hoyweghen Theunis, Machethe (86' Atere), Verschuère Martens (90' Goossens), Zézéto (81' Cavens)      | 74' Ndikumana                                    |
| 20 maart 2004 20:00 Stade Charles Tondreau Bergen             |                                       | 0-1                     | 55' Van Hoyweghen                                  | Herpoel Ndikumana, Peeters, Fayé, Oussalah, Van Hoyweghen Theunis, Machethe (86' Atere), Verschuère Martens (90' Goossens), Zézéto (81' Cavens)      | 74' Ndikumana                                    |
| 3 april 2004 20:00 Jules Ottenstadion Gent                    | KAA Gent                              | 1-1                     | Lierse SK                                          | Herpoel Ndikumana (83' Cavens), Peeters, Fayé, Oussalah, Van Hoyweghen Theunis, Machethe, Verschuère (46' Goossens) Martens, Zézéto                  | 51' Ndikumana 78' Van Hoyweghen                  |
| 3 april 2004 20:00 Jules Ottenstadion Gent                    | Zézéto 52'                            | 1-0 1-1                 | 79' (pen.) Mitu                                    | Herpoel Ndikumana (83' Cavens), Peeters, Fayé, Oussalah, Van Hoyweghen Theunis, Machethe, Verschuère (46' Goossens) Martens, Zézéto                  | 51' Ndikumana 78' Van Hoyweghen                  |
| 9 april 2004 20:30 Fenixstadion Genk                          | KRC Genk                              | 1-0                     | KAA Gent                                           | Herpoel Goossens, Fayé, Konnafis, Oussalah, Hempte Theunis, Adjaoud, Machethe Martens (86' Cavens), Zézéto (82' Jaraković)                           | 25' Goossens 81' Adjaoud                         |
| 9 april 2004 20:30 Fenixstadion Genk                          | Vandenbergh 90'                       | 1-0                     |                                                    | Herpoel Goossens, Fayé, Konnafis, Oussalah, Hempte Theunis, Adjaoud, Machethe Martens (86' Cavens), Zézéto (82' Jaraković)                           | 25' Goossens 81' Adjaoud                         |
| 17 april 2004 20:00 Jules Ottenstadion Gent                   | KAA Gent                              | 1-1                     | Cercle Brugge                                      | Herpoel Ndikumana, Peeters, Fayé, Oussalah, Van Hoyweghen Adjaoud, Machethe (46' Atere), Verschuère (85' Goossens) Martens, Zézéto                   | 54' Ndikumana                                    |
| 17 april 2004 20:00 Jules Ottenstadion Gent                   | Zézéto 24'                            | 1-0 1-1                 | 74' Milosevic                                      | Herpoel Ndikumana, Peeters, Fayé, Oussalah, Van Hoyweghen Adjaoud, Machethe (46' Atere), Verschuère (85' Goossens) Martens, Zézéto                   | 54' Ndikumana                                    |
| 25 april 2004 15:00 Stade Communal du Tivoli La Louvière      | La Louvière                           | 2-2                     | KAA Gent                                           | Herpoel Goossens, Peeters, Fayé, Konnafis, Oussalah, Van Hoyweghen Jaraković, Adjaoud, Verschuère Zézéto (73' Ribus)                                 | 36' Verschuère 67' Goossens                      |
| 25 april 2004 15:00 Stade Communal du Tivoli La Louvière      | Tilmant 82' Magro 87'                 | 1-0 2-0 2-1 2-2         | 38' Oussalah 58' Jaraković                         | Herpoel Goossens, Peeters, Fayé, Konnafis, Oussalah, Van Hoyweghen Jaraković, Adjaoud, Verschuère Zézéto (73' Ribus)                                 | 36' Verschuère 67' Goossens                      |
| 1 mei 2004 20:00 Jules Ottenstadion Gent                      | KAA Gent                              | 1-1                     | Antwerp FC                                         | Herpoel Ndikumana, Goossens, Peeters, Fayé, Oussalah, Van Hoyweghen Jaraković (90' Ribus), Adjaoud Martens, Zézéto (70' Theunis)                     | 42' Peeters 74' Oussalah 86' Martens             |
| 1 mei 2004 20:00 Jules Ottenstadion Gent                      | Jaraković 46' (pen.)                  | 1-0 1-1                 | 90' (pen.) Goots                                   | Herpoel Ndikumana, Goossens, Peeters, Fayé, Oussalah, Van Hoyweghen Jaraković (90' Ribus), Adjaoud Martens, Zézéto (70' Theunis)                     | 42' Peeters 74' Oussalah 86' Martens             |
| 8 mei 2004 20:00 Jules Ottenstadion Gent                      | KAA Gent                              | 1-1                     | KSC Lokeren                                        | Herpoel Ndikumana, Goossens, Peeters, Fayé, Van Hoyweghen Theunis (72' Zézéto), Jaraković, Verschuère, Ribus (86' Constancia) Martens (46' Cavens)   | 30' Goossens                                     |
| 8 mei 2004 20:00 Jules Ottenstadion Gent                      | Ndikumana 62'                         | 0-1 1-1                 | 23' Kristinsson                                    | Herpoel Ndikumana, Goossens, Peeters, Fayé, Van Hoyweghen Theunis (72' Zézéto), Jaraković, Verschuère, Ribus (86' Constancia) Martens (46' Cavens)   | 30' Goossens                                     |
| 15 mei 2004 20:00 Stayen Sint-Truiden                         | Sint-Truiden                          | 0-2                     | KAA Gent                                           | Herpoel Ndikumana, Peeters, Fayé, Oussalah (86' Ribus), Van Hoyweghen Theunis, Jaraković (90' Constancia), Adjaoud, Verschuère Cavens (77' Zézéto)   | 59' Van Hoyweghen                                |
| 15 mei 2004 20:00 Stayen Sint-Truiden                         |                                       | 0-1 0-2                 | 44' Jaraković 62' Jaraković                        | Herpoel Ndikumana, Peeters, Fayé, Oussalah (86' Ribus), Van Hoyweghen Theunis, Jaraković (90' Constancia), Adjaoud, Verschuère Cavens (77' Zézéto)   | 59' Van Hoyweghen                                |

#### Uitrustingen
| BEV (uit) Foto's | RSCA (thuis) Foto's | WES (uit) Foto's | HEU (thuis) Foto's | CLUB (uit) Foto's | CHA (thuis) Foto's | GBA (uit) Foto's | MOE (thuis) Foto's | STA (uit) Foto's | BER (thuis) Foto's |

| LIE (uit) Foto's | GNK (thuis) Foto's | CER (uit) Foto's | LaL (thuis) Foto's | ANT (uit) Foto's | LOK (uit) Foto's | STVV (thuis) Foto's | BEV (thuis) Foto's | RSCA (uit) Foto's | WES (thuis) Foto's |

| HEU (uit) Foto's | CLUB (thuis) Foto's | CHA (uit) Foto's | GBA (thuis) Foto's | MOE (uit) Foto's | STA (thuis) Foto's | BER (uit) Foto's | LIE (thuis) Foto's | GNK (thuis) Foto's | CER (thuis) Foto's |

| LaL (uit) Foto's | ANT (thuis) Foto's | LOK (thuis) Foto's | STVV (uit) Foto's |

### Overzicht
| Speeldag  | 1 | 2 | 3 | 4 | 5 | 6 | 7  | 8  | 9  | 10 | 11 | 12 | 13 | 14 | 15 | 16 | 17 | 18 | 19 | 20 | 21 | 22 | 23 | 24 | 25 | 26 | 27 | 28 | 29 | 30 | 31 | 32 | 33 | 34 |
| --------- | - | - | - | - | - | - | -- | -- | -- | -- | -- | -- | -- | -- | -- | -- | -- | -- | -- | -- | -- | -- | -- | -- | -- | -- | -- | -- | -- | -- | -- | -- | -- | -- |
| Resultaat | w | v | g | w | g | g | w  | g  | v  | g  | g  | g  | v  | w  | w  | g  | v  | w  | v  | v  | g  | v  | v  | g  | v  | g  | w  | g  | v  | g  | g  | g  | g  | w  |
| Punten    | 3 | 3 | 4 | 7 | 8 | 9 | 12 | 13 | 13 | 14 | 15 | 16 | 16 | 19 | 22 | 23 | 23 | 26 | 26 | 26 | 27 | 27 | 27 | 28 | 28 | 29 | 32 | 33 | 33 | 34 | 35 | 36 | 37 | 40 |
| Positie   | 1 | 9 | 8 | 5 | 5 | 9 | 5  | 5  | 7  | 8  | 9  | 9  | 11 | 7  | 6  | 7  | 9  | 7  | 8  | 8  | 9  | 9  | 10 | 11 | 11 | 10 | 10 | 9  | 10 | 11 | 11 | 10 | 12 | 9  |

### Klassement
|         |    |                    | P  | W  | G  | V  | +  | -  | DS  | Ptn |
| ------- | -- | ------------------ | -- | -- | -- | -- | -- | -- | --- | --- |
| K (CL)  | 1  | Anderlecht         | 34 | 25 | 6  | 3  | 77 | 27 | +50 | 81  |
| (CL)    | 2  | Club Brugge        | 34 | 22 | 6  | 6  | 77 | 31 | +46 | 72  |
| (UEFA)  | 3  | Standard Luik      | 34 | 18 | 11 | 5  | 68 | 31 | +37 | 65  |
|         | 4  | Genk               | 34 | 17 | 8  | 9  | 58 | 40 | +18 | 59  |
|         | 5  | Moeskroen          | 34 | 15 | 14 | 5  | 64 | 42 | +22 | 59  |
|         | 6  | Westerlo           | 34 | 14 | 10 | 10 | 51 | 45 | +6  | 52  |
|         | 7  | Germinal Beerschot | 34 | 11 | 11 | 12 | 34 | 40 | −6  | 44  |
|         | 8  | La Louvière        | 34 | 10 | 14 | 10 | 45 | 46 | −1  | 44  |
|         | 9  | KAA Gent           | 34 | 8  | 16 | 10 | 33 | 34 | −1  | 40  |
|         | 10 | Lokeren            | 34 | 10 | 9  | 15 | 45 | 54 | −9  | 39  |
|         | 11 | Lierse             | 34 | 8  | 15 | 11 | 33 | 40 | −7  | 39  |
| (beker) | 12 | Beveren            | 34 | 11 | 5  | 18 | 45 | 58 | −13 | 38  |
|         | 13 | Sint-Truiden       | 34 | 9  | 11 | 14 | 36 | 50 | −14 | 38  |
|         | 14 | Cercle Brugge      | 34 | 7  | 14 | 13 | 28 | 52 | −24 | 35  |
|         | 15 | Charleroi          | 34 | 8  | 9  | 17 | 35 | 47 | −12 | 33  |
|         | 16 | Mons               | 34 | 7  | 12 | 15 | 29 | 52 | −23 | 33  |
| D       | 17 | Heusden-Zolder     | 34 | 7  | 7  | 20 | 36 | 68 | −32 | 28  |
| D       | 18 | Antwerp            | 34 | 7  | 6  | 21 | 30 | 67 | −37 | 27  |

P: wedstrijden gespeeld, W: wedstrijden gewonnen, G: gelijke spelen, V: wedstrijden verloren, +: gescoorde doelpunten, -: doelpunten tegen, DS: doelsaldo, Ptn: totaal punten
K: kampioen, D: degradeert, (beker): bekerwinnaar, (CL): geplaatst voor Champions League, (UEFA): geplaatst voor UEFA-beker

## Beker van België
| Beker van België                                 |                                |         |              | |                 |
| Wedstrijddetails                                 | Thuisploeg                     | Uitslag | Uitploeg     | Opstelling | Kaarten         |
| 1/16 finales                                     |                                |         |              | |                 |
| 15 november 2003 20:00 Jules Ottenstadion Gent   | KAA Gent                       | 2-0     | KSK Maldegem | Herpoel Peeters, De Brul, Van Hoyweghen Theunis, Mudingayi, Adjaoud, Verschuère Dimbala (83' Dever), Mrdaković, Zézéto (80' Ribus)                | Mudingayi Ribus |
| 15 november 2003 20:00 Jules Ottenstadion Gent   | Mudingayi 63' Mrdaković 90'    | 1-0 2-0 |              | Herpoel Peeters, De Brul, Van Hoyweghen Theunis, Mudingayi, Adjaoud, Verschuère Dimbala (83' Dever), Mrdaković, Zézéto (80' Ribus)                | Mudingayi Ribus |
| 1/8 finales                                      |                                |         |              | |                 |
| 17 december 2003 20:00 Jan Breydelstadion Brugge | Club Brugge                    | 2-0     | KAA Gent     | Herpoel Peeters, De Brul, Fayé (71' Zézéto), Van Hoyweghen, Hempte (58' Machethe) Theunis (86' Ndikumana), Mudingayi, Verschuère, Ribus Mrdaković | Mudingayi       |
| 17 december 2003 20:00 Jan Breydelstadion Brugge | Clement 28' Van der Heyden 31' | 1-0 2-0 |              | Herpoel Peeters, De Brul, Fayé (71' Zézéto), Van Hoyweghen, Hempte (58' Machethe) Theunis (86' Ndikumana), Mudingayi, Verschuère, Ribus Mrdaković | Mudingayi       |